# (2988) Korhonen
(2988) Korhonen est un astéroïde de la ceinture principale.

## Description
(2988) Korhonen est un astéroïde de la ceinture principale. Il fut découvert le 1er mars 1943 à Turku par Liisi Oterma. Il présente une orbite caractérisée par un demi-grand axe de 2,61 UA, une excentricité de 0,12 et une inclinaison de 14,7° par rapport à l'écliptique.

## Compléments